# Franz Xaver Süssmayr
Franz Xaver Süßmayr (1766 Schwanenstadt, Horní Rakousy — 17. září 1803 Vídeň) byl rakouský hudební skladatel.

## Život
Prvního hudebního vzdělání se mu dostalo od jeho otce, poté od roku 1779, když vstoupil na gymnasium kremsmünsterského kláštera, byl zpočátku veden jako Organista et Altista (varhaník a altista), později také jako Tenor et Violinista (tenorista a houslista). Pokud se týče vzdělání v ostatních oborech, ve kterých byl vyučován, dosáhl vzdělání, jakého bylo dopřáno jen málokterému hudebníkovi jeho doby.
V pozdějších letech jeho pobytu v Kremsmünsteru byl stále častěji zván ke komponování církevní hudby a od roku 1785 také kompozici hudby k divadelním kusům, jež byly uváděny Kremsmünsteru.
Roku 1787 skončila jeho školní léta, ale teprve v roce 1788 nacházíme záznamy o tom, že žil ve Vídni. V témže roce se pravděpodobně poprvé setkal s Mozartem, neboť se v jednom z pohřešovaných dopisů zmiňuje, že jeho opereta Der rauschige Hans, která je datována k 6. březnu 1788, vznikla „pod vedením oduševnělého, nesmrtelného Mozarta“.
Byl žákem Antonia Salieriho a podle Konstance Mozartové byl v letech 1790/1791 rovněž žákem W. A. Mozarta. Mozart s ním údajně ve svých posledních dnech diskutoval své Requiem, takže se podle různých ústních zdrojů a několika poznámek („Zettelchen“) zanechaných v partech soudí, že po Mozartově smrti requiem dokončil. Ač často kritizovaná, jsou jeho dokončení (zkomponoval/instrumentoval posledních pět částí) standardně prováděna.
Od roku 1792 byl dirigentem ve vídeňském Burgtheateru a od roku 1794 Kapellmeisteradjunkt Josepha Weigla v divadle Kärntnertortheater. Je považován za úspěšného skladatele vídeňského singspielu, zkomponoval přibližně 30 scénických děl. K jeho hlavním pracím patří opery Mojžíš aneb vyvedení z Egypta (Moses oder Der Auszug aus Aegypten, 1792), Zrcadlo Arkádií (Der Spiegel von Arkadien, 1794), Idris a Zanida (Idris und Zenaide, 1795) či Soliman II. (1799). Kromě toho komponoval také instrumentální hudbu, kantáty a mše.
Je pohřben na vídeňském hřbitově Sv. Marka.